# نها طارق
نُها طارق (زادهٔ ۱ مارس ۱۹۹۹) بازیکن فوتبال اهل مصر است.
وی همچنین در تیم ملی فوتبال مصر بازی کرده‌است.